# Oliver Minatel
Oliver Minatel, meglio noto come Oliver (Campinas, 29 agosto 1992), è un ex calciatore brasiliano, di ruolo attaccante.

## Carriera
Ha giocato nella massima serie dei campionati portoghese e canadese.